# Austroclemmus
Austroclemmus es un género de coleópteros polífagos. Es originario de  Sudamérica.

## Especies
Contiene las siguientes especies:
- Austroclemmus bonariensis (Steinheil, 1869)
- Austroclemmus bruchi (Weise, 1906)
- Austroclemmus saltensis (Weise, 1922)